# 波志江沼環境ふれあい公園
波志江沼環境ふれあい公園（はしえぬまかんきょうふれあいこうえん）とは、群馬県伊勢崎市波志江町にある都市公園である。波志江上沼と波志江下沼からなる波志江沼の周囲が2008年3月に公園として整備された。

## 公園案内
公園内は4つのゾーンに分かれる。
- 交流広場ゾーン
- 花の水辺ゾーン
- 活力の森ゾーン
- はつらつ遊びゾーン
- 湿生公園〔花の水辺ゾーン〕

## アクセス
自家用車
北関東自動車道波志江PAスマートIC（ETC搭載車両のみ利用可能。一般車は伊勢崎IC、駒形ICを利用）。当公園は波志江PAに隣接しているため、PA内に駐車し、利用することも可能。
公共交通機関
伊勢崎駅から伊勢崎市コミュニティバスあおぞら「しゅくはしえ」バス停下車。徒歩3分。

## その他
本公園は2008年3月29日から11月9日まで開催された第25回全国都市緑化ぐんまフェアの伊勢崎会場や、2009年から2021年まで行われた「いせさきイルミネーション」の2009年から2017年と2021年の会場となっていた。